# تشارلز فرايد
تشارلز فرايد (بالإنجليزية: Charles Fried)‏ (و. 1935 – 23 يناير 2024) هو محامٍ، وقاضٍ، وأستاذ جامعي من الولايات المتحدة الأمريكية ولد في براغ.

## التعليم
تعلم في جامعة أوكسفورد، وجامعة برنستون، وجامعة كولومبيا.

## مناصب وهيئات
أدار جامعة هارفارد.